# أنتوني دوبينس
أنتوني دوبينس (بالإنجليزية: Anthony Dobbins) مواليد 23 أغسطس 1981 في واشنطن العاصمة، هو لاعب كرة سلة أمريكي. بدأ مسيرته الاحترافية في سنة 2004. يلعب مع سكافاتي باسكت في الدوري الإيطالي لكرة السلة الدرجة الثانية. يبلغ طوله 6 قدم 5 بوصة (2.0 م).

## المسيرة الاحترافية
لعب مع أوكلاهوما سيتي بلو في موسم 2004–2005، ثم لعب مع تراباني في سنة 2005، ثم لعب مع دون بوسكو ليفورنو في الدوري الإيطالي في موسم 2005–2006، ثم لعب مع ماكدونيكوس في سنة 2006، ثم لعب مع شوليه باسكت في الدوري الفرنسي في موسم 2007–2008، ثم لعب مع أورليان لواريت من سنة 2008 إلى 2010، ثم لعب مع سي بي مورسيا في الدوري الإسباني في سنة 2010.

## روابط خارجية
- أنتوني دوبينس على موقع الدوري الأوروبي لكرة السلة (الإنجليزية)
- أنتوني دوبينس على موقع كرة السلة الأوروبية.كوم (الإنجليزية)
- أنتوني دوبينس على موقع DraftExpress.com (الإنجليزية)
- أنتوني دوبينس على موقع كلية كرة السلة في سبورتس رفرنس.كوم (الإنجليزية)
- أنتوني دوبينس على موقع ريلجم (الإنجليزية)
- أنتوني دوبينس على موقع بروبوليرز (الإنجليزية)
- أنتوني دوبينس على موقع سبورتس رفرنس (الإنجليزية)
- أنتوني دوبينس على موقع سبورتس رفرنس (الإنجليزية)
- أنتوني دوبينس على موقع سبورتس رفرنس (الإنجليزية)